# Auenbach (Lassnitzbach)
Der Auenbach ist ein linker Seitenbach des Lassnitzbachs im steirisch-kärntnerischen Grenzgebiet. Er entspringt in der Gemeinde Metnitz am südöstlichen Abhang der Ackerlhöhe. Zunächst fließt er etwa 1 km steil abwärts in südöstliche Richtung. Die Streusiedlung Auen nahe der Wasserscheide zwischen Metnitz und erreichend, wendet sich der Auenbach scharf nach Nordosten. Er nimmt von links den Grattingerbach und dann den Grenzbach auf und bildet im weiteren Verlauf bis zur Mündung in den Lassnitzbach die Grenze zwischen den Bundesländern Steiermark zur Linken und Kärnten zur Rechten.